# Рыбаков, Филипп Павлович
Фили́пп Па́влович Рыбако́в (20 января 1904, Чобыково, Уржумский уезд, Вятская губерния, Российская империя — 26 апреля 1991, Жуковский, Московская область, РСФСР, СССР) — марийский советский военный врач. В годы Великой Отечественной войны — ведущий хирург полевых подвижных госпиталей 3-й ударной армии; майор медицинской службы. Подполковник медицинской службы, доктор медицинских наук. Награждён 3-мя орденами Отечественной войны.

## Биография
Родился 20 января 1904 года в дер. Чобыково ныне Новоторъяльского района Марий Эл в марийской крестьянской семье.
Учился в Сернурском педагогическом техникуме Марийской автономной области, в 1929 году окончил медицинский факультет Казанского университета. 
В ноябре 1929 года призван в Красную Армию из Липецка. По окончании армейской службы работал врачом в поликлинике г. Слюдянка Иркутской области. В 1937 году подвергся репрессиям: 3 февраля 1938 года арестован, более 1-го года находился в заключении за «попытку отравить Байкал», освобождён 3 октября 1939 года. Реабилитирован.
В 1941 году вновь призван в РККА. Участник Великой Отечественной войны: ведущий хирург полевых подвижных госпиталей 3-й ударной армии, майор медицинской службы. Его отличали высокий профессионализм, необыкновенное трудолюбие и выносливость (4 суток без сна при наплыве раненых). Награждён орденами Отечественной войны I и II степени (трижды) и Красной Звезды и медалями.
В 1950—1964 годах был ведущим хирургом окружного и гарнизонного госпиталей Южно-Уральского военного округа. Доктор медицинских наук. Завершил военную службу в ноябре 1964 года в звании подполковника медицинской службы. Награждён орденом Красной Звезды и медалями.
Скончался 26 апреля 1991 года в подмосковном Жуковском, похоронен там же.

## Награды
- Орден Отечественной войны I степени (31.05.1945)[5]
- Орден Отечественной войны II степени (06.12.1943, 06.04.1985)[5][6]
- Орден Красной Звезды (31.01.1943, 30.04.1954)[5]
- Медаль «За взятие Берлина» (09.06.1945)[5]
- Медаль «За победу над Германией в Великой Отечественной войне 1941—1945 гг.» (09.05.1945)[5]
- Медаль «За воинскую доблесть. В ознаменование 100-летия со дня рождения Владимира Ильича Ленина» (1970)
- Медаль «Победы и Свободы» (Польша)[7]